# 강생
강생(降生, 라틴어: incarnātiō, 영어: incarnation)는 기독교에서 쓰이는 용어로서, 하나님이 사람이 된 사건을 가리킨다. 성육신(成肉身)이라고도 부른다. 기독교인들은 예수가 강생한 하나님 즉, 하나님의 공현(Epiphany)이라고 믿는다. 따라서 기독교의 전통적인 교회력에서는 사람이 되신 하나님 예수가 자신을 드러내었음을 공현절로 기억한다. 대부분의 기독교는 칼케돈 신경에 따라 예수가 참 인간이자 참 하나님이라는 교리를 갖고 있으며 니케아 신경에 따라 하나님 예수께서 인간의 구원을 위해서 사람이 되었다고 믿는다. 특히 예수의 인격은 삼위일체론에서 말하는 제2위인 로고스의 인격에 종속되어 있다는 것이 그리스도론의 중요한 요소이다.

## 강생의 성서적 근거
성경적인 근거로서 말씀의 성육신 교리는 요한복음 1장 1절에서 찾는다. 말씀이신 하나님이 바로 육신을 입은 하나님의 아들로서 즉 하나님으로 땅에 오신 구원자이심을 말한다.
하나님이 구원을 이루신 첫 번째 단계는 성육신으로서, 성서에서는 하나님이 사람안에 들어오셔서 처녀인 성모 마리아를 통하여 인간으로 태어나셨다고 말한다. 창조에서 하나님은 조물주이셨으나 성육신 전에는 어떠한 창조물 안에도 들어가지 않으셨다. 사람을 창조할 때에도 그분은 사람안에 생명의 호흡만을 불어 넣었다(창세기 2장 7절).
또한 욥기 33장 4절에 의하면 하나님의 호흡이 사람에게 생명을 준다. 그러나 하나님 자신이 사람 안으로 들어오신 것은 아니었다. 그러나 성육신으로 말미암아 하나님은 사람안으로 들어오심을 볼 수 있다. 그분은 먼저 잉태되셨고, 아홉달 동안 처녀의 태에 있었으며, 그 후에 태어나셨다.
요한복음서 1장 1절 태초에 말씀이 계시니라 . 이 말씀이 하나님과 함께 계셨으니 이 말씀은 곧 하나님이시니라

요한복음서 1장 14절 : 말씀이 육신이 되어 우리 가운데 거하시매 우리가 그의 영광을 보니, 아버지의 독생자의 영광이요, 은혜와 진리가 충만하더라.— 개역개정판, 대한성서공회

요한복음서 1장 1절에 의하면 태초에 말씀이 계셨다고 말하며 이 말씀이 곧 하나님이시라고 말한다. 14절에서는 말씀이 육신이 되었다고 말한다. 위의 두 구절의 논리 구조를 볼 때에 하나님은 육신이 되었다. 이 구절에서 육신은 창세기 2장 이후, 즉 타락 이후의 사람에 대하여 말하는 단어이다. 이 육신이라는 단어는 항상 소극적인 의미를 지닌다. 육신은 타락된 사람을 말하는 것이고, 하나님의 아들이신 그리스도는 사람, 즉 육신이 되었다.
로마서 8장 3절 율법이 육신으로 말미암아 연약하여 할 수 없는 그것을 하나님은 하시나니, 곧 죄로 말미암아 자기 아들을 죄 있는 육신의 모양으로 보내어 육신에 죄를 정하사

로마서 8장 4절 육신을 따르지 않고 그 영을 따라 행하는 우리에게 율법의 요구가 이루어지게 하려 하심이니라— 개역개정판, 대한성서공회

이것은 그분이 죄인이 되었다는 것을 의미하지는 않는다. 성서에서는 이 문제에 대하여 매우 주의하고 있다. 성서에 오직 요한복음 1장 14절만 있다면 하나님이 죄 있는 사람이 되었다고 생각했을지 모르지만, 성경에는 로마서 8장 3절이 있다. 여기에서는 하나님이 자기 아들을 [죄의 육신의 모양으로] 보내셨다고 말한다. 육신의 모양만 있었다는 것은 죄의 본성은 없었다는 의미이다. 로마서의 저자인 바울은 세가지 단어, 즉 모양과 육신과 죄로 이 구성을 규정했다.  ... 성서에서는 [모양으로] 라는 말을 더함으로써 죄의 육신의 모양과 외양은 지녔지만 그리스도의 인성 안에 죄가 없음을 가리킨다.

## 영지주의와의 차이점
매우 단순화 하여 말하자면 영지주의란 신이 사람의 껍데기를 쓰고 나타났다는 방식의 사상이다. 그래서 영지주의적 생각을 할 경우 예를 들자면 예수는 그의 지적(知的) 활동력이 육체를 입지 않은 하나님의 지적 활동력과 동일했다는 결론이 나온다. 그러나 성육신 사상은 말 그대로 '사람으로 나타나신 하나님'을 가리킨다. 그렇기 때문에, 앞서 든 예를 따를 경우, 예수의 지적 활동력은 육체를 입지 않은 하나님의 모든 지적 능력을 발현하지는 못하였을 것이라는 결론을 내리게 된다. 물론 기독론에 따르면 부활한 예수의 새로운 육체는 그 전과는 달리 하나님으로서의 모든 인격적 활동을 발휘하는 데에 아무런 제약이 없는 것이라고 믿는다.

## 신조(Creed, 신앙 고백) 속의 성육신 언급
- "우리 인간을 위하여, 우리의 구원을 위하여, 하늘에서 내려오셔서, 성령으로 또 동정녀 마리아께 혈육을 취하시고 사람이 되셨음을 믿으며" (니케아-콘스탄티노폴리스 신경)
- "거룩한 교부들을 따라 우리는 한 분이시요 동일하신 우리 주 예수 그리스도를 고백하며 모두가 일치하여 가르치는 바는, 그 동일하신 분은 신성에서 완전하시며 동일하신 분이 인성에서도 완전하시며, 완전한 하나님이요 완전한 인간이십니다." (칼케돈신경)
- "하나님의 외아들, 우리 주 예수 그리스도, 성령으로 동정녀 마리아에게 잉태되어 나시고" (사도신경)

## 같이 보기
- 말씀의 성육신 교리
- 그리스도론
- 기독론 개론